# Magasintorget

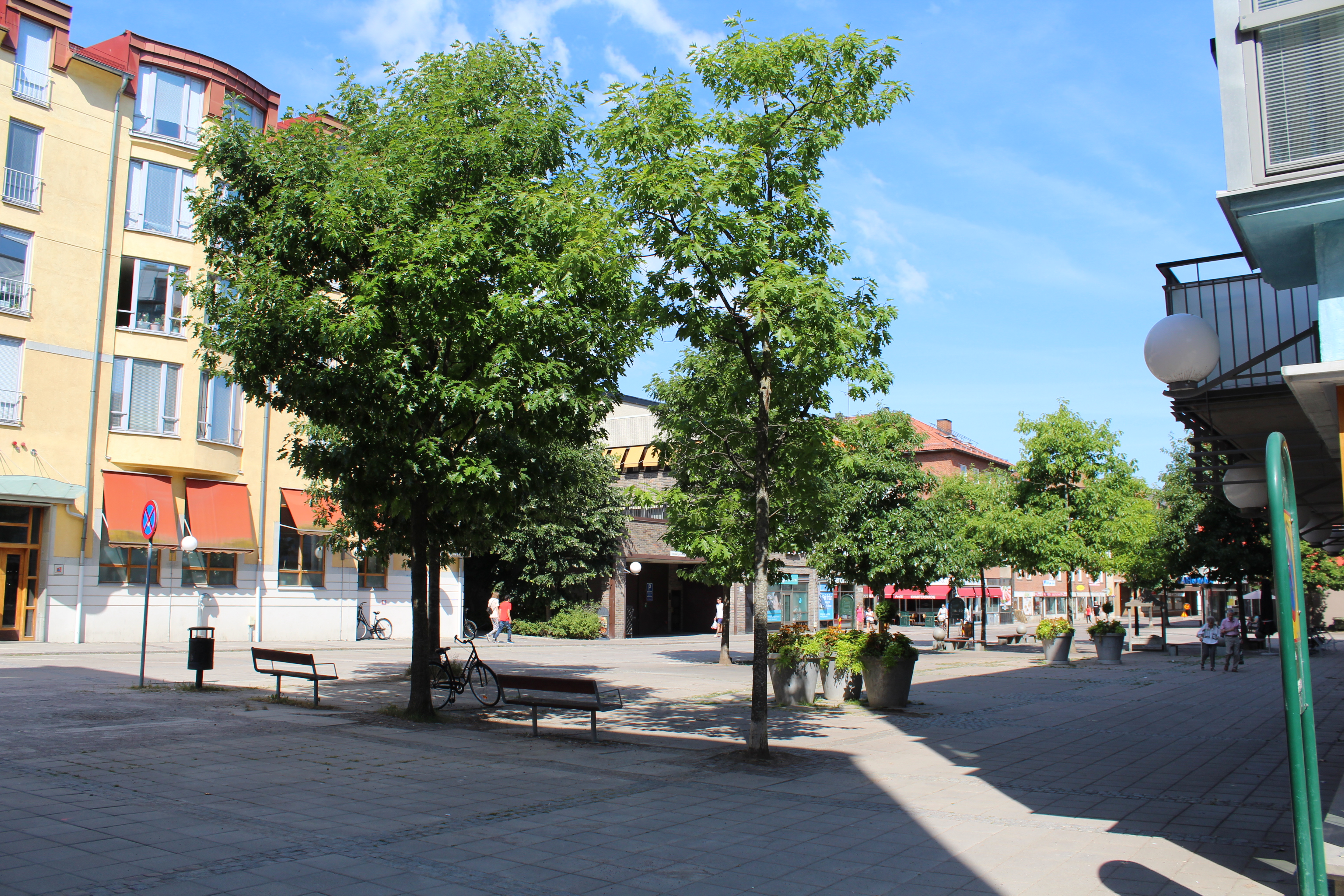
Magasintorget.

Magasintorget är ett torg i Linköpings innerstad. Torget omges i tre väderstreck av Nygatan, Snickaregatan och Magasingränd.